# Souvenir (Bridge)
Souvenir is een compositie uit 1904 van Frank Bridge. Het is een werkje geschreven voor viool en piano is de voor Bridge karakteristieke stijl voor kamermuziek, klassieke muziek leunend tegen salonmuziek. De stijl van het werk is conform de titel, zangerig licht droevig, melancholiek. Het werkje moest lang wachten op publicatie: 1919.
Bridge, zelf altviolist, schreef weinig werkjes voor dat instrument; meestal koos hij voor viool of cello. Het is dan ook eigenaardig dat dit werkje later werd gearrangeerd voor de altviool door Veronica Leigh Jacobs, zelf altvioliste.

## Discografie
- Uitgave Dutton Vocalion: Benjmain Nabarro (viool) en Daniel Tong (piano)
- Uitgave Naxos: Eniko Magyar (altviool) en Tadashi Imai (piano)